# Leulinghen-Bernes
Pour les articles homonymes, voir Leulinghem et Bernes (homonymie).
Leulinghen-Bernes est une commune française située dans le département du Pas-de-Calais en région Hauts-de-France. Ses habitants sont appelés les Leulinghenois. Elle est située à mi-distance entre Boulogne-sur-Mer et Calais et dans le parc naturel régional des Caps et Marais d'Opale. 
Le territoire de la commune se trouve en partie dans le bassin carrier de Marquise qui a la particularité de se situer au sein du parc naturel régional des Caps et Marais d'Opale.

## Géographie

### Localisation
Localisée dans l’ouest du département du Pas-de-Calais, Leulinghen-Bernes est une commune limitrophe, au sud, de la commune de Marquise et située, à vol d'oiseau, à 10 km du cap Gris-Nez et à 14 km au nord-est de la commune de Boulogne-sur-Mer (aire d'attraction et chef-lieu d'arrondissement).
Le territoire de la commune est limitrophe de ceux de cinq communes.
Les communes limitrophes sont Leubringhen, Audembert, Bazinghen, Ferques et Marquise.

### Géologie et relief
La superficie de la commune est de 6,9 km2 ; son altitude varie de 8  à   100 m.
Le relief, incliné depuis la cuesta de la boutonnière du Boulonnais, est le plus haut dans la partie nord-est de la commune (100 m en limite nord-est). Il est fortement marqué par l'exploitation des carrières dans la partie est ; et vallonné dans la partie agricole à l'ouest, le ruisseau de Blacourt serpentant au sud du village (situé à 49 m d'altitude), puis vers le nord-ouest et le hameau de Bernes (situé à 25 m d'altitude), dans le vallon, avant de rejoindre le bassin de la Slack à une altitude d'environ 8 m. La commune est reconnue en état de catastrophe naturelle à la suite des inondations et coulées de boue du 1er au 3 novembre 2012.
Sur le plan géologique, on retrouve à l'ouest les terrains secondaires du fond de la boutonnière (argiles, grès, calcaires) au sein desquels affleurent des terrains primaires à l'est (calcaires, dolomies, schistes, houillers, grès). Le risque lié au retrait-gonflement des argiles est globalement faible sur la commune. Il est nul sur la majorité du territoire communal dont le village et moyen au niveau de deux poches (entre l'autoroute et les hameaux de Bernes et Étienville, et au sud de l'église en limite communale).

### Hydrographie
Le territoire de la commune est situé dans le bassin Artois-Picardie.
La commune est drainée par cinq cours d'eau :
- le Blacourt, d'une longueur de 8,3 km[7] ;
- le ruisseau de Bazinghen, cours d'eau naturel de 7,96 km, qui prend sa source dans la commune de Tardinghen et se jette dans la Fausse rivière au niveau de la commune de Marquise[8] ;

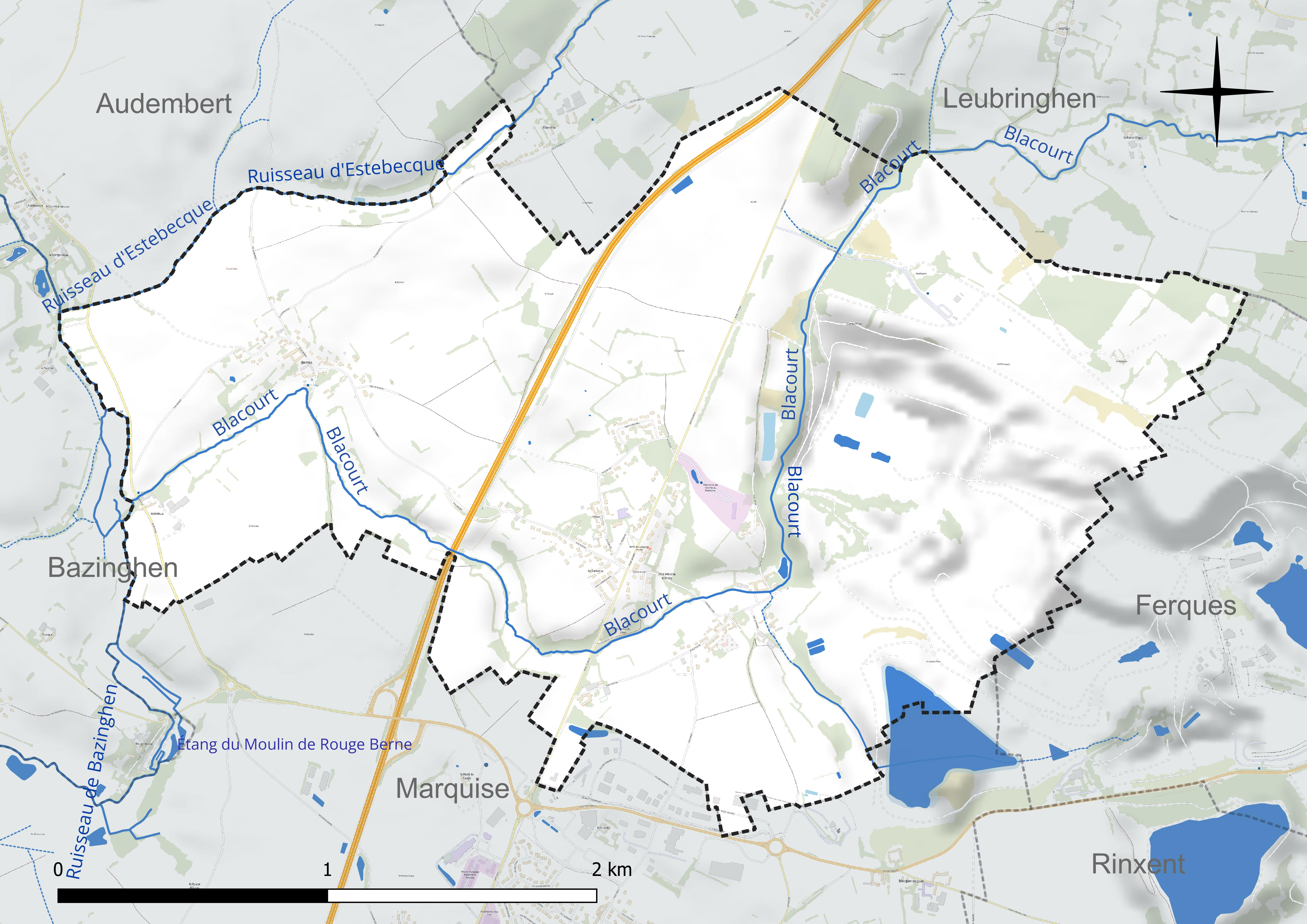
Réseau hydrographique de Leulinghen-Bernes.

- le ruisseau d'Estebecque, d'une longueur de 3,64 km[9] ;
- un cours d'eau au toponyme hydrographique inconnu, d'une longueur de 3,61 km, qui prend sa source dans la commune de Ferques et se jette dans le Blacourt au niveau de la commune[10] ;
- la Grange Bleue, d'une longueur de 1,09 km[11].

### Climat
Pour des articles plus généraux, voir Climat des Hauts-de-France et Climat du Pas-de-Calais.
En 2010, le climat de la commune est de type climat océanique franc, selon une étude du CNRS s'appuyant sur une série de données couvrant la période 1971-2000. En 2020, Météo-France publie une typologie des climats de la France métropolitaine dans laquelle la commune est exposée à un climat océanique et est dans la région climatique Côtes de la Manche orientale, caractérisée par un faible ensoleillement (1 550 h/an) ; forte humidité de l’air (plus de 20 h/jour avec humidité relative > 80 % en hiver), vents forts fréquents.
Pour la période 1971-2000, la température annuelle moyenne est de 10,5 °C, avec une amplitude thermique annuelle de 12,4 °C. Le cumul annuel moyen de précipitations est de 883 mm, avec 12,2 jours de précipitations en janvier et 8,2 jours en juillet. Pour la période 1991-2020, la température moyenne annuelle observée sur la station météorologique la plus proche, située sur la commune de Boulogne-sur-Mer à 14 km à vol d'oiseau, est de 11,2 °C et le cumul annuel moyen de précipitations est de 824,5 mm,. Pour l'avenir, les paramètres climatiques de la commune estimés pour 2050 selon différents scénarios d'émission de gaz à effet de serre sont consultables sur un site dédié publié par Météo-France en novembre 2022.

### Paysages
Pour un article plus général, voir Paysage en France.
La commune s'inscrit dans le « paysage boulonnais » tel que défini dans l’atlas des paysages de la région Nord-Pas-de-Calais, conçu par la direction régionale de l'Environnement, de l'Aménagement et du Logement (DREAL),.
Ce paysage qui concerne 66 communes, se délimite : au Nord, par les paysages des coteaux calaisiens et du Pays de Licques, à l’Est, par le paysage du Haut pays d’Artois, et au Sud, par les paysages Montreuillois.
Le « paysage boulonnais », constitué d'une boutonnière bordée d’une cuesta définissant un pays d’enclosure, est essentiellement un paysage bocager composé de 47 % de son sol en herbe ou en forêt et de 31 % en herbage, avec, dans le sud et l’est, trois grandes forêts, celle de Boulogne, d’Hardelot et de Desvres et, au nord, le bassin de carrière avec l'extraction de la pierre de Marquise depuis le Moyen Âge et de la pierre marbrière dont l'extraction s'est développée au XIXe siècle.
La boutonnière est formée de trois ensembles écopaysagers : le plateau calcaire d’Artois qui forme le haut Boulonnais, la boutonnière qui forme la cuvette du bas Boulonnais et la cuesta formée d’escarpements calcaires.
Dans ce paysage, on distingue trois entités : 
- les vastes champs ouverts du Haut Boulonnais ;
- le bocage humide dans le Bas Boulonnais ;
- la couronne de la cuesta avec son dénivelé important et son caractère boisé[19].

### Milieux naturels et biodiversité

#### Espace protégé et géré
La protection réglementaire est le mode d’intervention le plus fort pour préserver des espaces naturels remarquables et leur biodiversité associée.
Dans ce cadre, le territoire de la commune fait partie d'un espace protégé : le parc naturel régional des Caps et Marais d'Opale, d’une superficie de 132 499 ha réparties sur 154 communes, géré par le syndicat mixte d'aménagement et de gestion du parc naturel régional des Caps et Marais d'Opale ; elle est par ailleurs incluse dans le périmètre du SAGE du Boulonnais.

#### Zones naturelles d'intérêt écologique, faunistique et floristique
L’inventaire des zones naturelles d'intérêt écologique, faunistique et floristique (ZNIEFF) a pour objectif de réaliser une couverture des zones les plus intéressantes sur le plan écologique, essentiellement dans la perspective d’améliorer la connaissance du patrimoine naturel national et de fournir aux différents décideurs un outil d’aide à la prise en compte de l’environnement dans l’aménagement du territoire.
Le territoire communal comprend deux ZNIEFF de type 1 : 
- la basse vallée de la Slack. Cette large vallée est composée d’un remarquable complexe de prairies alluviales pâturées ou fauchées, plus ou moins longuement inondables et ponctuées de mares et d’étangs de chasse[22] ;
- le bocage au Nord de Ferques, d’une superficie de 467 ha et d'une altitude variant de 57  à   139 mètres. Le site présente une géologie feuilletée où se succèdent une dizaine de couches géologiques dont les assises du Dévonien qui sont les plus étendues[23].

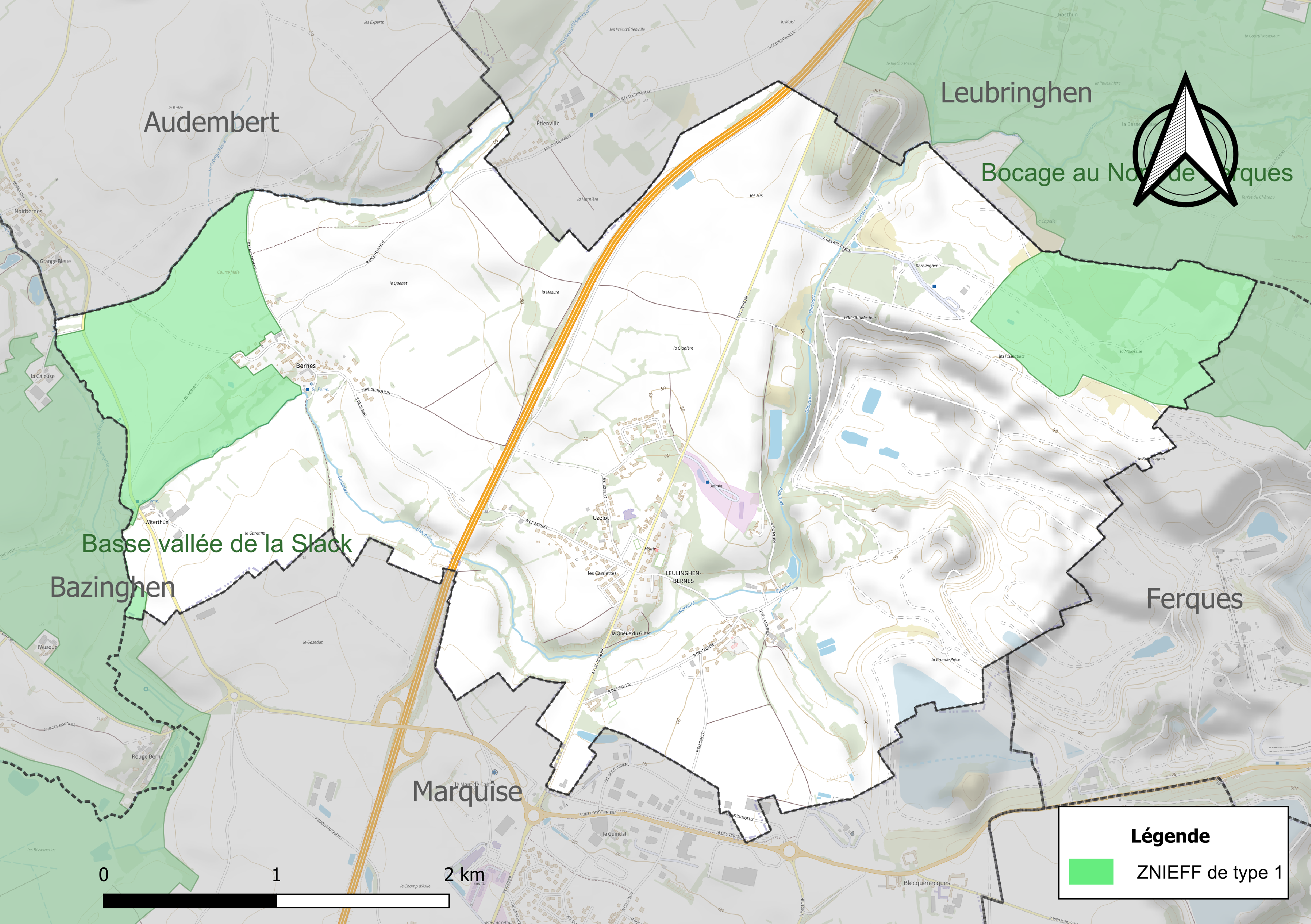
Carte des ZNIEFF sur la commune.

#### Espèces faunistiques et floristiques
L’Inventaire national du patrimoine naturel (INPN) recense plusieurs espèces faunistiques et floristiques sur le territoire de la commune dont certaines sont protégées et d’autres menacées et quasi-menacées.

## Urbanisme

### Typologie
Au 1er janvier 2024, Leulinghen-Bernes est catégorisée commune rurale à habitat dispersé, selon la nouvelle grille communale de densité à sept niveaux définie par l'Insee en 2022.
Elle appartient à l'unité urbaine de Marquise, une agglomération intra-départementale regroupant trois  communes, dont elle est une commune de la banlieue,,. Par ailleurs la commune fait partie de l'aire d'attraction de Boulogne-sur-Mer, dont elle est une commune de la couronne,. Cette aire, qui regroupe 80 communes, est catégorisée dans les aires de 50 000 à moins de 200 000 habitants,.

### Occupation des sols
L'occupation des sols de la commune, telle qu'elle ressort de la base de données européenne d’occupation biophysique des sols Corine Land Cover (CLC), est marquée par l'importance des territoires agricoles (68 % en 2018), en diminution par rapport à 1990 (77,7 %). La répartition détaillée en 2018 est la suivante : 
terres arables (41,3 %), mines, décharges et chantiers (31,6 %), prairies (26,3 %), zones agricoles hétérogènes (0,5 %), zones urbanisées (0,4 %). L'évolution de l’occupation des sols de la commune et de ses infrastructures peut être observée sur les différentes représentations cartographiques du territoire : la carte de Cassini (XVIIIe siècle), la carte d'état-major (1820-1866) et les cartes ou photos aériennes de l'IGN pour la période actuelle (1950 à aujourd'hui).

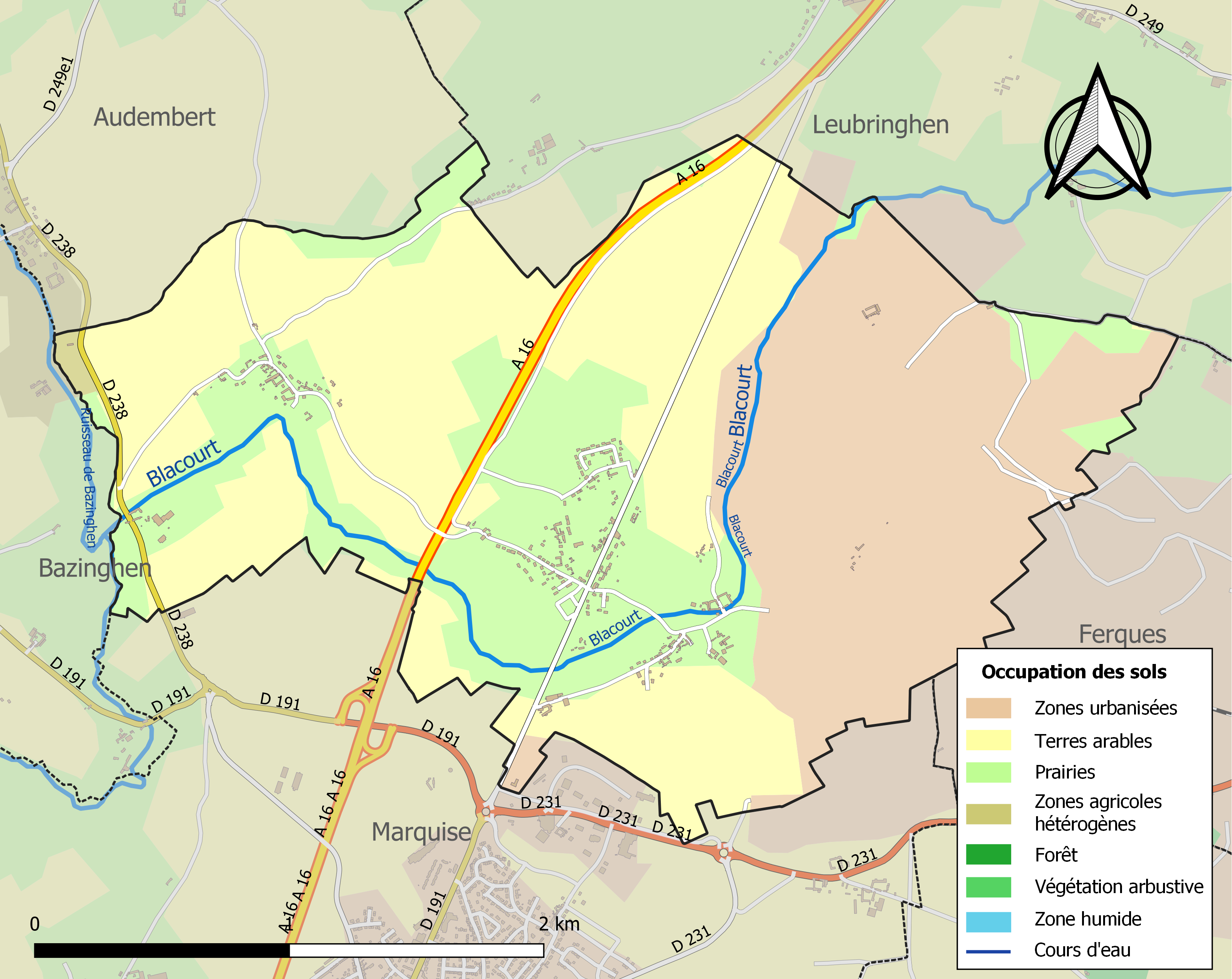
Carte des infrastructures et de l'occupation des sols de la commune en 2018 (CLC).

### Voies de communication et transports
La gare de Marquise-Rinxent se situe à moins de 5 km, la gare de Calais-Fréthun à 13 km par la route. L'échangeur 36, à 1,9 km, permet l'accès à l'autoroute A 16. Le village est desservi par la D 241.

### Risques naturels et technologiques
Le risque sismique est faible sur l'ensemble du territoire communal (zone 2 sur cinq du zonage mis en place en mai 2011), comme dans la majorité du Pas-de-Calais.

## Toponymie
Le nom de la localité est attesté sous les formes Loningaheimo (776), Loningahem (846-864), Loningehem (1075), Lolingehem (1157), Lulinghem (1179), Lulingahem et Lullingahem (1180), Lolinghem (1223), Lollinghem et Lellinghem (1286), Lunninghem (1305), Loulighem (fin XIIIe siècle), Lelinguen (1401), Loeulinguen et Loeulinguehen (1501), Leullinghen (1506), Lolanghem (vers 1512), Lollinghem (1572), Leulinghen (1681), Leulinghen-Bernes (depuis 1921),.

Comme pour son homonyme Leulinghem, Ernest Nègre donne comme origine toponymique l'anthroponyme germanique Launo ayant subi l'attraction du nom Laulindis, suivi de -ingen « gens (de) » + heim « demeure, maison », donnant la « demeure du peuple de Launo ».
Bernes, un ancien hameau de Leulinghen, est attesté sous les formes Bergnes (1214) et Bernes (XIIIe siècle).
Toponyme issu de l’allemand Bern, du gaulois *berna, « marécage » → voir Bernay, Berné, Brno, Borne, Bornel et bran.

## Histoire
Au moins une hache en silex a été retrouvée sur la commune.
Un cimetière mérovingien a été découvert à Leulinghen, au hameau d'Uzelot. Les objets qui ont été trouvés ont été déposés au musée de Boulogne-sur-Mer.
Pendant la Guerre de Cent Ans, plusieurs trêves furent signées à Leulinghen entre la France et l'Angleterre.
Du fait que la frontière anglo-française traversait son église au début du XVe siècle, la fille de Charles VI, Catherine de Valois, y épousa Henri V, dans l'église qui existe toujours, cinq ans après la bataille d'Azincourt[réf. nécessaire].
Aujourd'hui, Leulinghen-Bernes perpétue cet événement notamment par la pose d'une plaque commémorative, et par des manifestations s'inspirant du Moyen Âge.

## Politique et administration

### Découpage territorial
La commune se trouve dans l'arrondissement de Boulogne-sur-Mer du département du Pas-de-Calais.

#### Commune et intercommunalités
La commune fait partie de la communauté de communes de la Terre des Deux Caps qui regroupe 21 communes et compte 22 332 habitants en 2021.

#### Circonscriptions administratives
La commune est rattachée au canton de Desvres.

#### Circonscriptions électorales
Pour l'élection des députés, la commune fait partie de la sixième circonscription du Pas-de-Calais.

### Élections municipales et communautaires

#### Liste des maires
Maire en 1868-1869 :Mr Bonvoisin.
| Période                                  | Période                    | Identité        | Étiquette | Qualité                                                                     |
| ---------------------------------------- | -------------------------- | --------------- | --------- | --------------------------------------------------------------------------- |
| Les données manquantes sont à compléter. |                            |                 |           |                                                                             |
| mars 2001                                | En cours (au 25 mars 2022) | Jacques Fasquel |           | Ancien cadre Réélu pour le mandat 2014-2020, Réélu pour le mandat 2020-2026 |

## Équipements et services publics

### Eau et déchets
L'assainissement, individuel jusqu'alors, va devenir mixte avec une partie du village reliée en collectif à la station d'épuration de Marquise par la mise en place d'un poste de relevage qui réceptionne les eaux usées de la salle polyvalente communale et du lotissement situés à l'entrée de la commune.
La communauté de communes de la Terre des Deux Caps a la compétence concernant le ramassage des ordures ménagères.

### Enseignement
La commune est située dans l'académie de Lille et dépend, pour les vacances scolaires, de la zone B.
Elle administre l'école primaire Jacques Prévert.

### Santé
Il n'y a en 2010 aucune activité de santé sur la commune. Marquise regroupe toute la gamme intermédiaire de services de santé, les hôpitaux les plus proches étant ceux de Saint-Martin-Boulogne et Calais (nouvel hôpital en 2012).

## Population et société

### Démographie
Les habitants sont appelés les Leulinghenois.

#### Évolution démographique
L'évolution du nombre d'habitants est connue à travers les recensements de la population effectués dans la commune depuis 1793. Pour les communes de moins de 10 000 habitants, une enquête de recensement portant sur toute la population est réalisée tous les cinq ans, les populations de référence des années intermédiaires étant quant à elles estimées par interpolation ou extrapolation. Pour la commune, le premier recensement exhaustif entrant dans le cadre du nouveau dispositif a été réalisé en 2005.

En 2022, la commune comptait 535 habitants, en évolution de +25 % par rapport à 2016 (Pas-de-Calais : −0,72 %, France hors Mayotte : +2,11 %).
| 1793 | 1800 | 1806 | 1821 | 1831 | 1836 | 1841 | 1846 | 1851 |
| ---- | ---- | ---- | ---- | ---- | ---- | ---- | ---- | ---- |
| 188  | 180  | 192  | 257  | 279  | 283  | 277  | 311  | 307  |

| 1856 | 1861 | 1866 | 1872 | 1876 | 1881 | 1886 | 1891 | 1896 |
| ---- | ---- | ---- | ---- | ---- | ---- | ---- | ---- | ---- |
| 326  | 309  | 334  | 319  | 307  | 303  | 310  | 315  | 292  |

| 1901 | 1906 | 1911 | 1921 | 1926 | 1931 | 1936 | 1946 | 1954 |
| ---- | ---- | ---- | ---- | ---- | ---- | ---- | ---- | ---- |
| 290  | 268  | 246  | 264  | 245  | 238  | 247  | 261  | 272  |

| 1962 | 1968 | 1975 | 1982 | 1990 | 1999 | 2005 | 2006 | 2010 |
| ---- | ---- | ---- | ---- | ---- | ---- | ---- | ---- | ---- |
| 243  | 250  | 266  | 266  | 401  | 398  | 412  | 412  | 413  |

| 2015 | 2020 | 2022 | - | - | - | - | - | - |
| ---- | ---- | ---- | - | - | - | - | - | - |
| 427  | 512  | 535  | - | - | - | - | - | - |

#### Pyramide des âges
En 2018, le taux de personnes d'un âge inférieur à 30 ans s'élève à 36,3 %, soit en dessous de la moyenne départementale (36,7 %). De même, le taux de personnes d'âge supérieur à 60 ans est de 22,1 % la même année, alors qu'il est de 24,9 % au niveau départemental.
En 2018, la commune comptait 236 hommes pour 248 femmes, soit un taux de 51,24 % de femmes, légèrement inférieur au taux départemental (51,50 %).
Les pyramides des âges de la commune et du département s'établissent comme suit.
| Hommes | Classe d’âge | Femmes |
| ------ | ------------ | ------ |
| 0,4    | 90 ou +      | 0,4    |
| 3,6    | 75-89 ans    | 5,7    |
| 18,0   | 60-74 ans    | 16,0   |
| 18,8   | 45-59 ans    | 23,3   |
| 21,2   | 30-44 ans    | 19,8   |
| 18,4   | 15-29 ans    | 14,9   |
| 19,6   | 0-14 ans     | 19,8   |

| Hommes | Classe d’âge | Femmes |
| ------ | ------------ | ------ |
| 0,5    | 90 ou +      | 1,6    |
| 5,6    | 75-89 ans    | 8,9    |
| 16,7   | 60-74 ans    | 18,1   |
| 20,2   | 45-59 ans    | 19,2   |
| 18,9   | 30-44 ans    | 18,1   |
| 18,2   | 15-29 ans    | 16,2   |
| 19,9   | 0-14 ans     | 17,9   |

## Économie
L'économie communale repose sur l'agriculture, l'exploitation du sous-sol par les Carrières du Boulonnais et par l'activité des commerçants et artisans. Le siège des carrières va être installé sur la commune. Par ailleurs, un bassin d'emploi se situe à proximité : zone d'activité de Marquise à environ 500 m au sud du village et complexe intercommunal Capoolco (hôtel communautaire, équipements sportifs) à environ 1 km.

### Bassin carrier de Marquise
La commune est située dans le bassin carrier de Marquise. Ce bassin carrier est exploité, en 2025, par quatre entreprises : la société des carrières du Boulonnais créée en 1896 (granulats), la société des carrières de la Vallée Heureuse, créée en 1842 (granulats calcaire et pierre et marbre de marquise), la société des carrières de Stinkal (sables et de granulats) et la société magnésie et dolomie de France (pierres ornementales et de construction, de calcaire industriel, de gypse, de craie et d'ardoise). La société des carrières Randon (calcaire industriel, de gypse et de craie) a cessé d'exister en 1996. La production annuelle du site est de dix millions de tonnes de granulats et de 57 millions de m3 de materiaux stériles.
Ce site qui s'étend sur 2 500 hectares, concerne neuf communes : Caffiers, Ferques, Fiennes, Landrethun-le-Nord, Leubringhen, Leulinghen-Bernes, Marquise, Rety, et Rinxent. Il a la particularité de se trouver au sein du parc naturel régional des Caps et Marais d'Opale.  
En 1994, pour une durée de vingt ans, un « plan de paysage de bassin carrier de Marquise » est signé entre les sociétés exploitant les carrières, les neuf communes concernées, le parc naturel régional et les pouvoirs publics. L'objectif de ce plan est que le bassin carrier ait « les mêmes allures et pentes que les collines naturelles du Boulonnais et une base boisée avec des essences locales. Leur sommet restant en landes, milieu à la biodiversité exceptionnelle ». En 2014, un plan réactualisé est de nouveau signé par les différents acteurs pour une durée de 30 ans,.
C'est dans ce bassin carrier qu'est extrait le « marbre Lunel » pour la restauration du sol de la cathédrale Notre-Dame de Paris à la suite de l'incendie.

## Culture locale et patrimoine

### Lieux et monuments
- L'église Saint-Léger : au cours de la Guerre de Cent Ans, cette église est le lieu de discussions portant sur une paix éventuelle entre Français et Anglais, qui aboutirent aux trêves de Leulinghem.
- Une chapelle, dédiée à Notre-Dame de Fátima.
- Le monument aux morts[55].

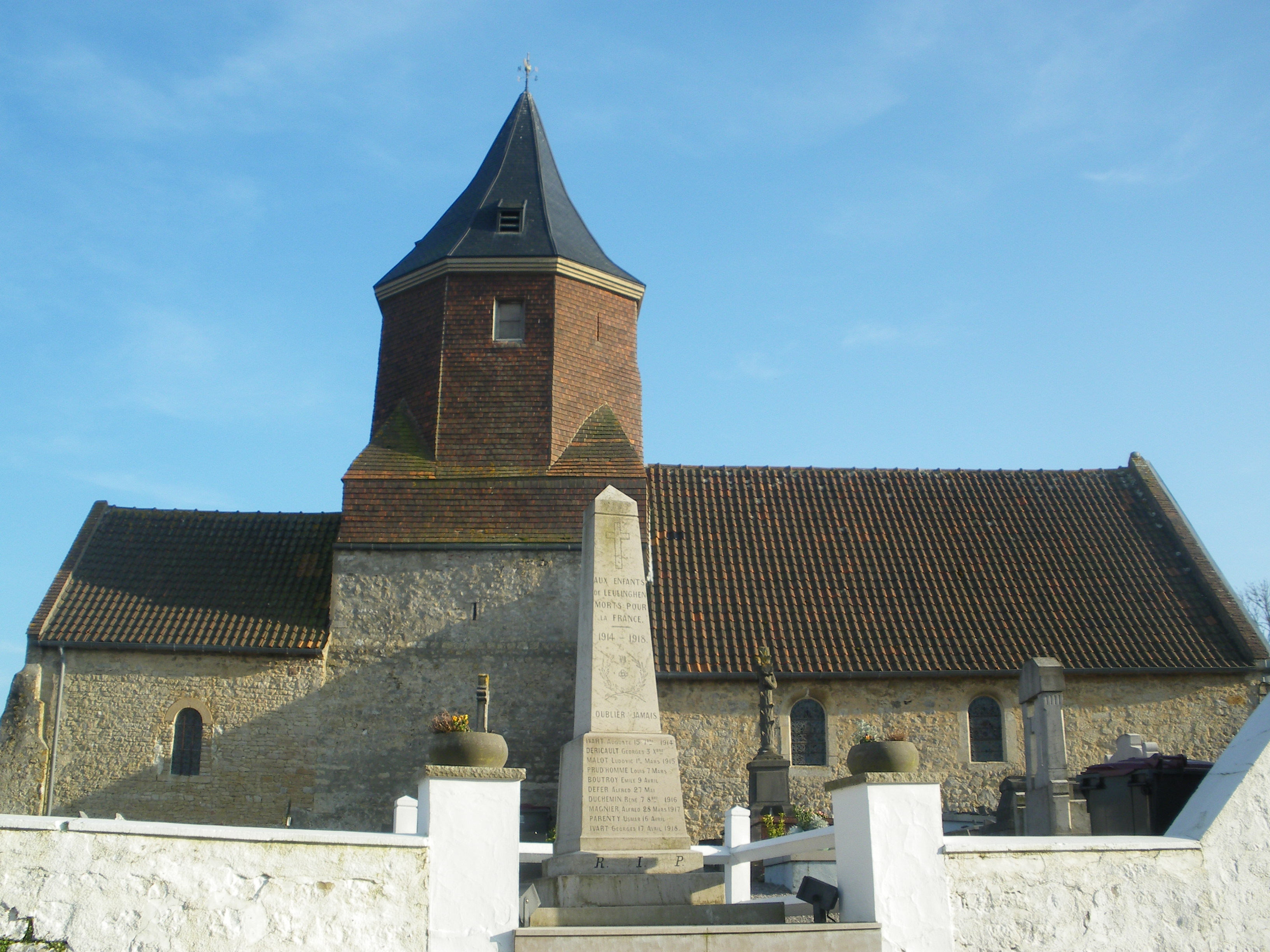
L'église.
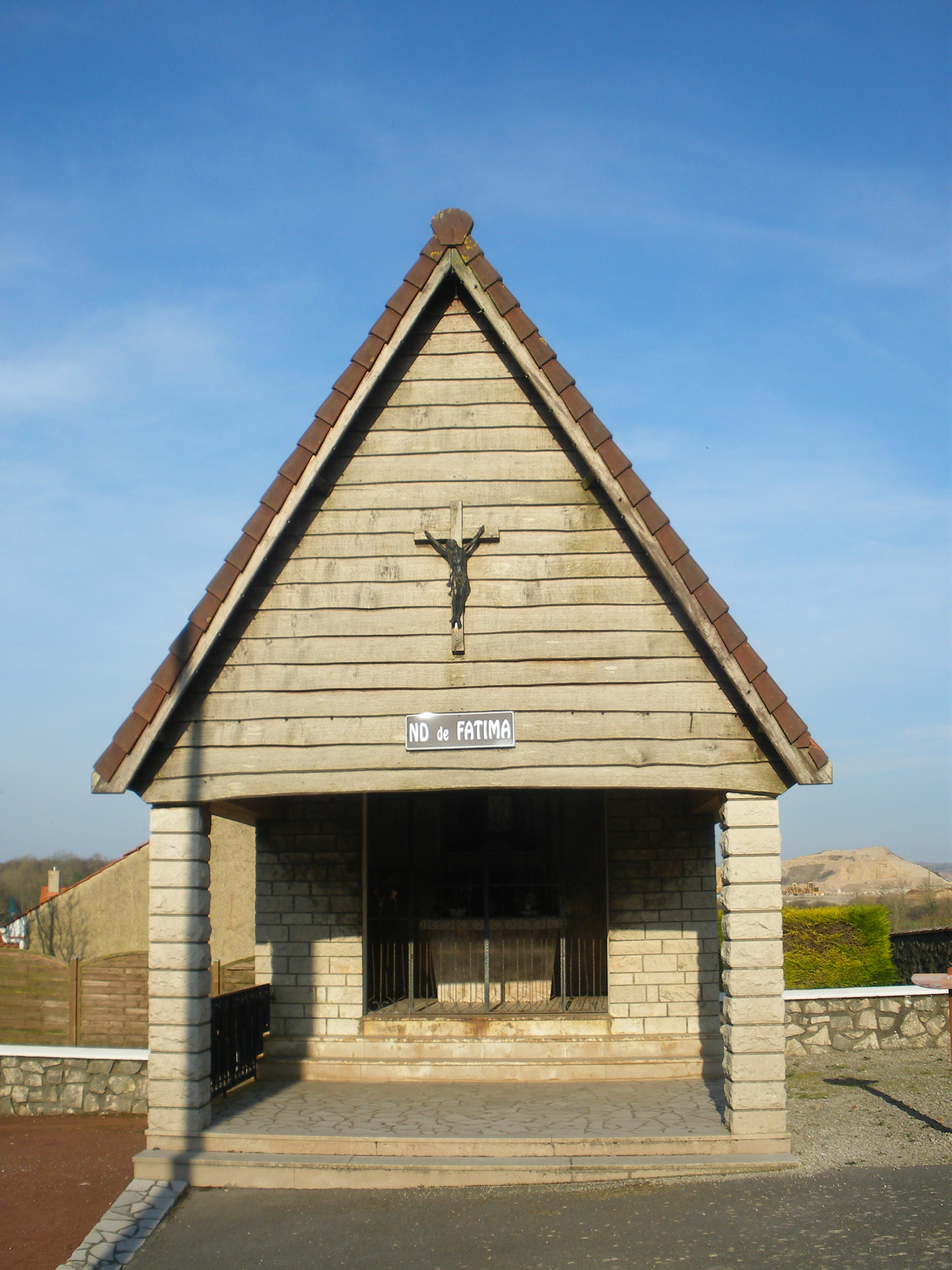
La chapelle.
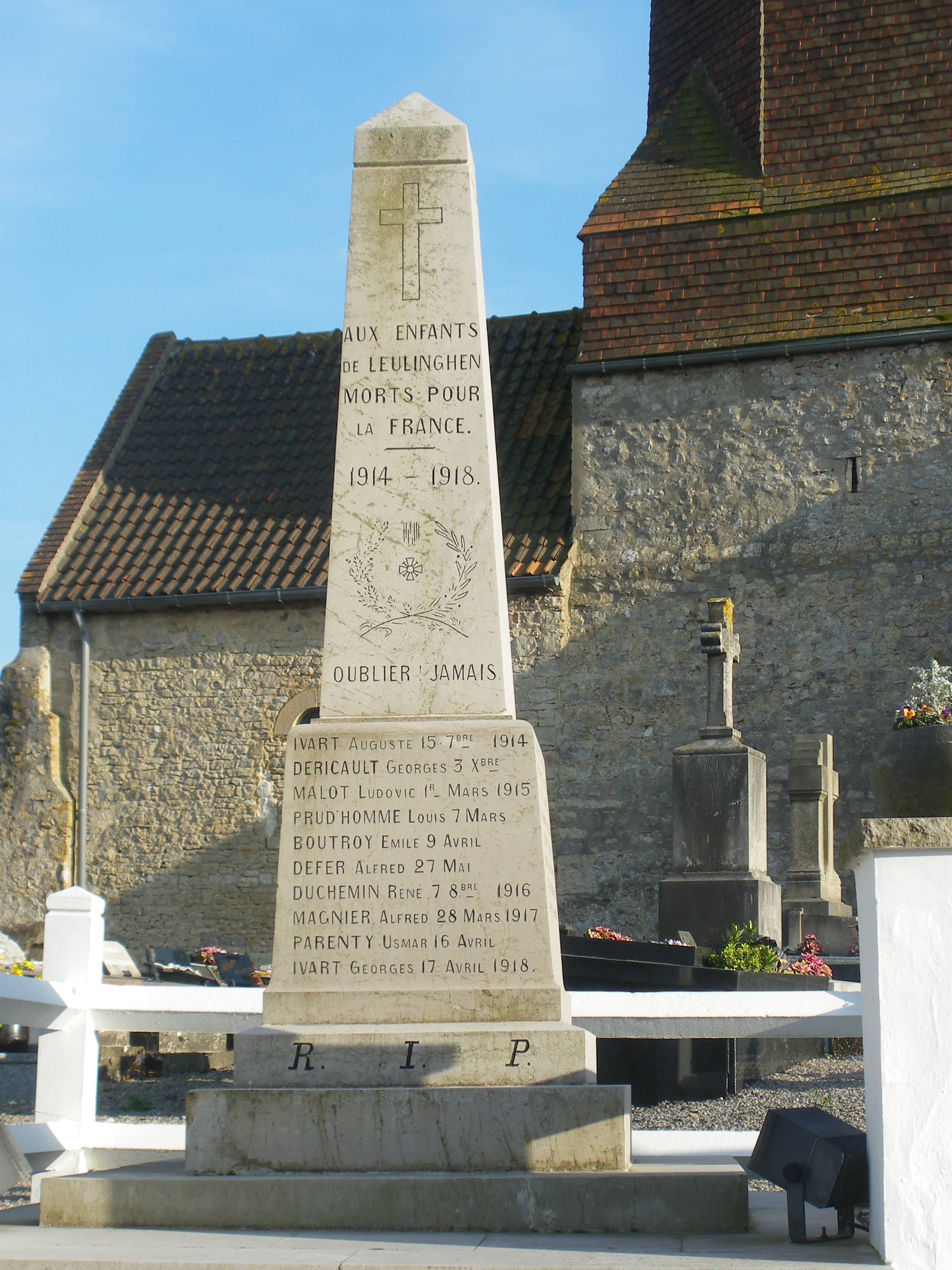
Le monument aux morts.

### Héraldique
| Blason de Leulinghen-Bernes | Blason  | D'argent à la doloire de gueules. |
| Blason de Leulinghen-Bernes | Détails | Armes de la famille de Bernes, toujours existante et originaire du hameau de Bernes, qui porte le plus souvent une hache d'armes posée en bande, comme représentée sur le tableau aux armes d'Octave-François de Bernes de Longvillers (1815-1889) dans l'église Saint-Nicolas de Longvilliers. Utilisé par la commune. |

## Pour approfondir

#### Bases de données, dictionnaires et encyclopédies
- Ressources relatives à la géographie :   - Insee (communes)
  - Ldh/EHESS/Cassini
- Ressource relative à plusieurs domaines :   - Annuaire du service public français
- Notices d'autorité :   - BnF (données)

#### Autres liens externes
- Site de la commune
- Dossier relatif aux rattachements de la commune sur le site de l'Insee, [lire en ligne]
- La commune sur le site des archives départementales du Pas-de-Calais, [lire en ligne]
- La commune sur Remonter le temps, sur le site de l’IGN, [lire en ligne][Note 8]
- « La commune » sur Géoportail.